# 29562 Danmacdonald
29562 Danmacdonald è un asteroide della fascia principale. Scoperto nel 1998, presenta un'orbita caratterizzata da un semiasse maggiore pari a 2,9896521 UA e da un'eccentricità di 0,0461518, inclinata di 10,51637° rispetto all'eclittica.